# كاتدرائية القديس جورج (القدس)
كاتدرائية القديس جورج بالقدس وهي مقر أسقف مطرانية القدس الأسقفية الأنجليكانية، والذي تشمل سلطته الروحية كل من فلسطين وإسرائيل والأردن وسوريا ولبنان وسائر المنطقة.

## التاريخ
كاتدرائية القديس جورج وهي كاتدرائية أنجليكانية أسقفية في القدس، وقد أنشئت في عام 1899، وهي مقر مطران مطرانية القدس الأسقفية الأنجليكانية.
شهد عام 1976 تكريس أول مطران أنجليكاني عربي في كاتدرائية القديس جورج في التاريخ، وهو المطران الفلسطيني فائق إبراهيم حداد، وقد قام المطران فائق حداد بعملية تعريب للمطرانية خلال فترة توليه رئاسة الأسقفية.

الأسقف فائق حداد

## معرض صور

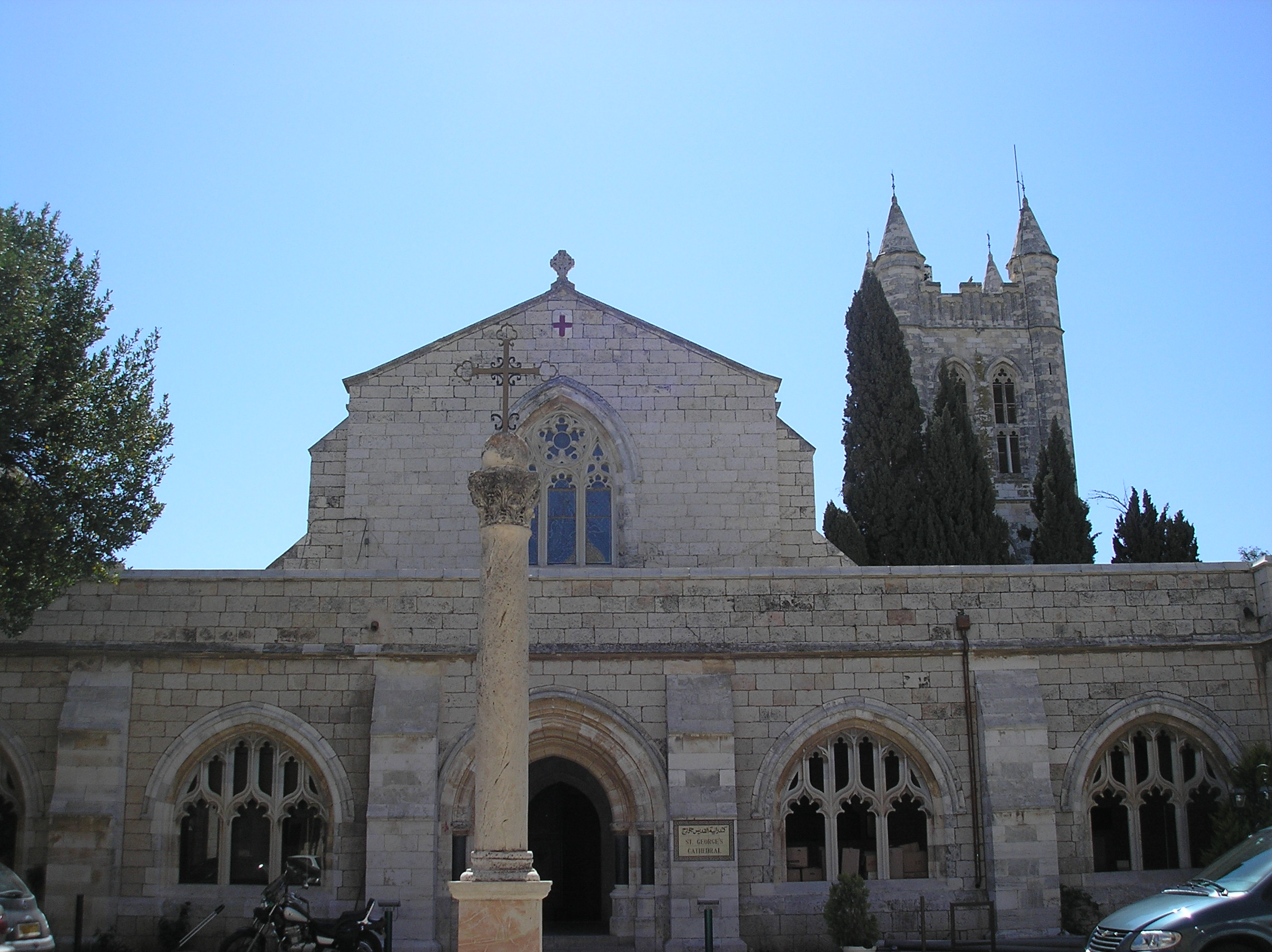
كاتدرائية القديس جورج اليوم
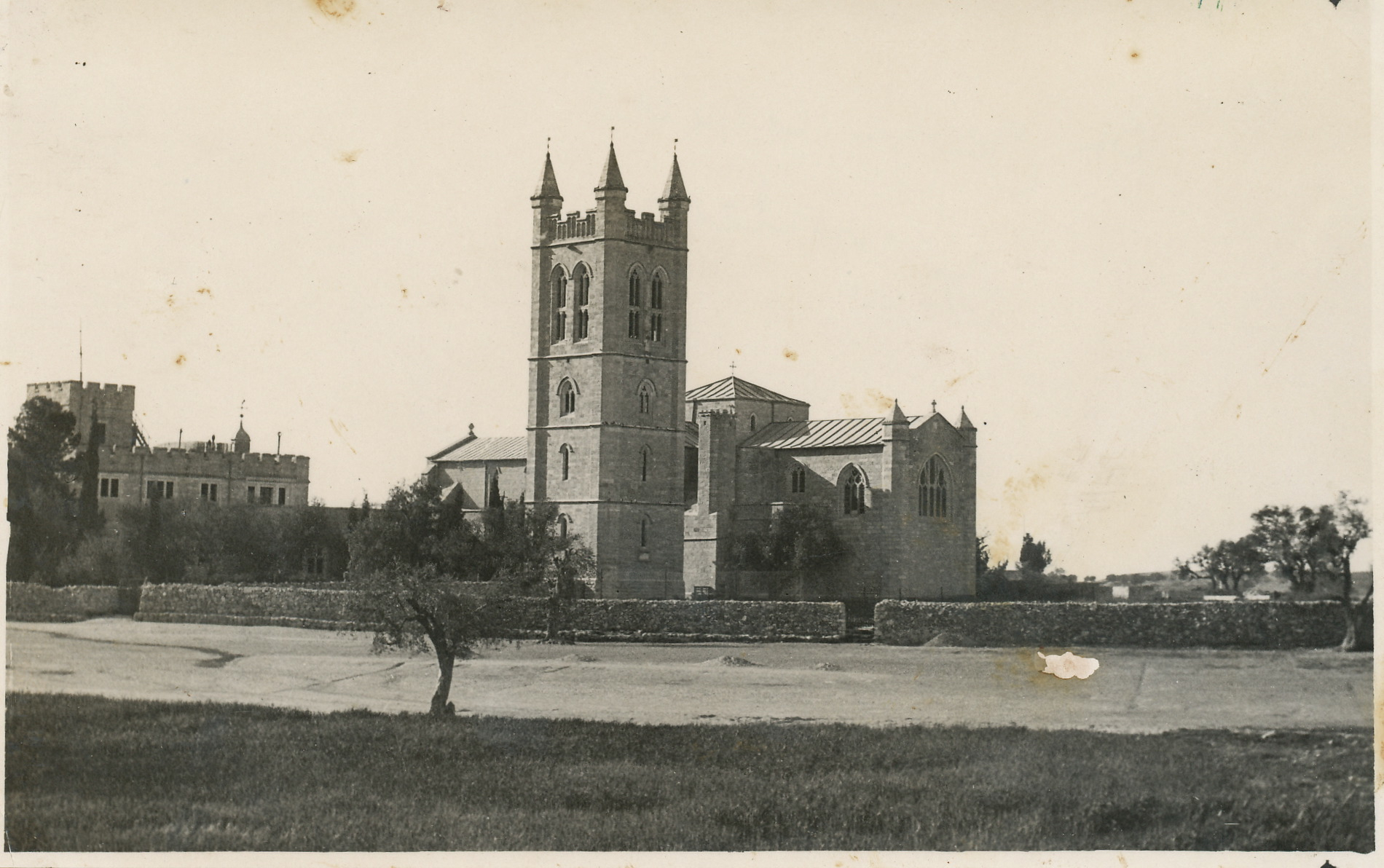
كاتدرائية القديس جورج عام 1930